# 銀杏齒中喙鯨
銀杏齒中喙鯨（學名Mesoplodon ginkgodens）旧称银杏齿喙鲸，又称日本喙鲸和银杏喙鲸。僅在1958年有過正式的描述報告，在本就罕為人知的喙鯨科中更是資料極少的幾個物種之一，雖然日本沿岸的捕鯨者在獵捕柯氏喙鯨時曾捕獲少量的銀杏齒中喙鯨與其他種喙鯨（多為胡氏中喙鯨）。為此種中喙鯨命名的日本科學家指出，牠們的牙齒形似銀杏的葉子，俗名即由此而來。科學家曾檢驗少數捕鯨者捕獲的個體，但關於銀杏齒中喙鯨的大部分研究資料仍取自擱淺屍體。

## 基本資料
銀杏齒中喙鯨出生時身長可達2.4米，成長後雄性最長可達4.8米，雌性可達4.9米。

### 其他俗名
- 英：Japanese Beaked Whale、Ginkgo Beaked Whale
- 法：MÉSOPLODON DE NISHIWAKI
- 西：ZIFIO DE NISHIWAKI
- 錫蘭：hotaulal

## 外型特徵

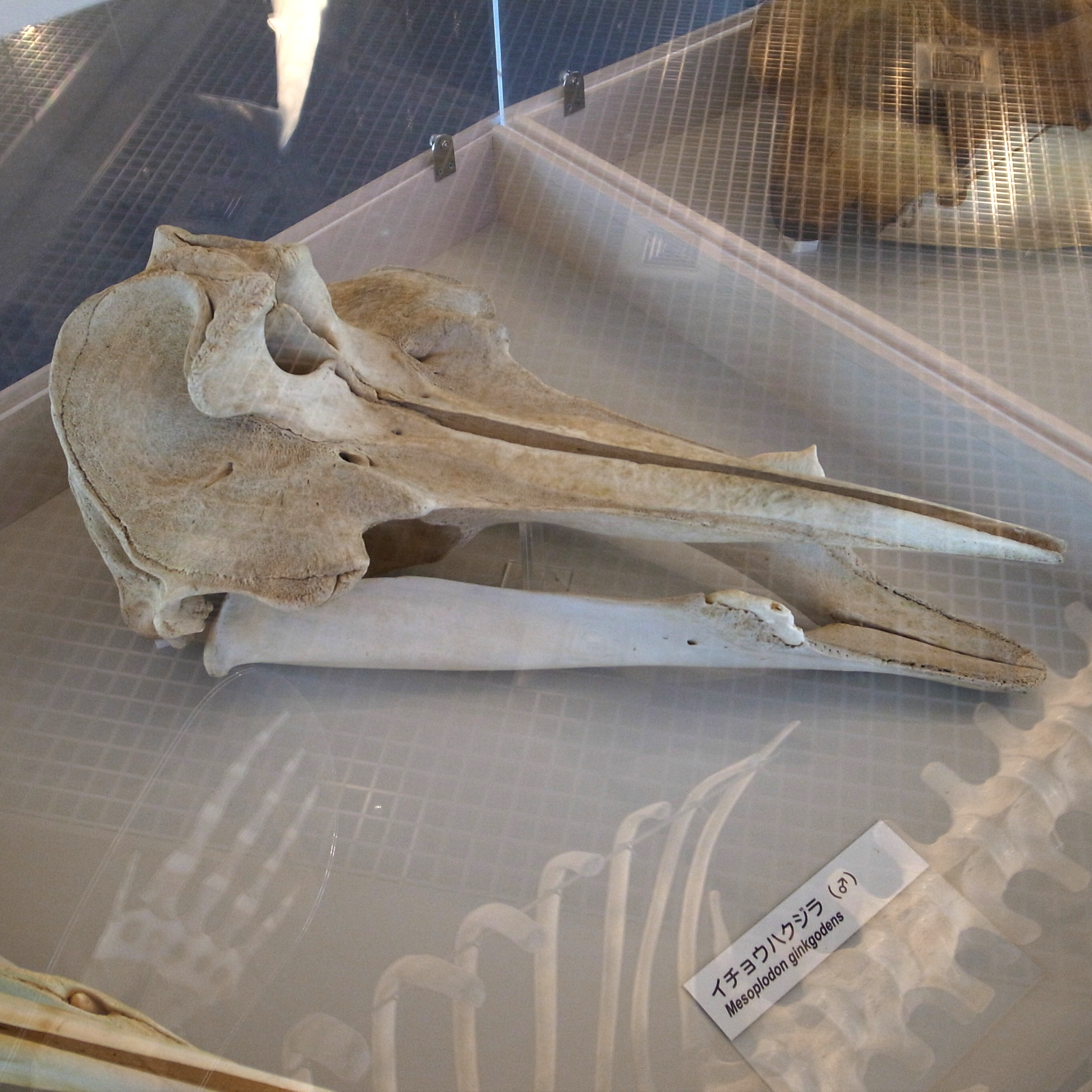
頭骨

銀杏齒中喙鯨的體型粗壯，背鰭為典型中喙鯨屬形式：比例小，通常呈鐮刀狀，位於背部後段相當於全長2/3處。額隆渾圓，以相當傾斜的坡度連接中等長度的嘴喙。成年雄鯨的嘴部曲線在嘴喙一半處大幅度上翹，2顆大型牙齒幾乎全被牙床組織覆蓋，尖端不會超過上顎。銀杏齒中喙鯨的牙齒寬度可達10公分，是中喙鯨屬中最寬的1種。
由擱淺個體的描述（目前已調查的新鮮樣本數不超過20頭），雄鯨外觀呈深灰色，嘴喙前端一半處為淺色區域。雌鯨體色普遍較淺，背部呈灰色而腹部為白色。成年雄鯨在身體後段1/3處常有許多直徑3至4公分的白色斑點，但與其他中喙鯨不同的地方在於，成年雄鯨身上似乎沒有直條傷痕。

## 分布
銀杏齒中喙鯨分布於印度洋與太平洋的熱帶、暖溫帶海域。擱淺記錄已知最北至日本本州太平洋沿岸與美國加州南部，最南達加拉巴哥群島與澳洲的新南威爾士省，另外在台灣與墨西哥均曾有擱淺記錄。在印度洋中，於斯里蘭卡、馬爾地夫與馬六甲海峽曾有發現記錄。

## 習性、生殖、食性
對於其社會結構或行為所知極少。由於成年雄鯨普遍缺乏長條傷痕，顯示銀杏齒中喙鯨與其他中喙鯨不同，可能不會有雄鯨之間的打鬥。銀杏齒中喙鯨的食性不明，推測以海洋中層的魷魚與魚類為主。其生殖狀況不明。

## 現狀
日本的捕鯨者有時會以漁叉捕殺牠們。銀杏齒中喙鯨也容易被刺網纏繞而死，特別是深水域的流刺網。對於此罕為人知的鯨類缺乏可信的研究資料來評估其數量與未來的發展情況。